# Beethoven e Mozart

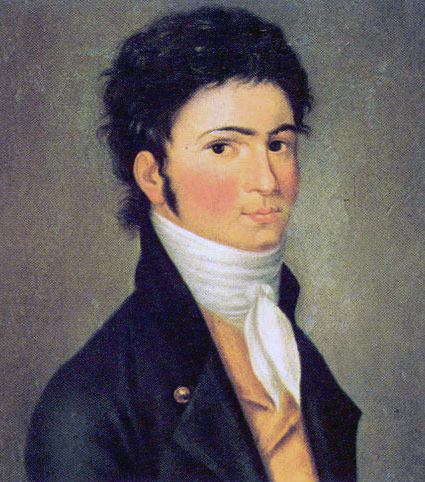
Retrato de Beethoven quando jovem por Carl Traugott Riedel (1769–1832)

Wolfgang Amadeus Mozart influenciou fortemente a obra de Ludwig van Beethoven. Acredita-se que ambos se encontraram em Viena em 1787 e que Beethoven teve algumas poucas lições com Mozart, o que ainda é incerto, visto que apenas uma fonte não contemporânea atesta o encontro. Apesar disso, sabe-se que ele era profundo conhecedor da obra do compositor austríaco, chegando até mesmo a modelar algumas de suas composições a partir das obras de Mozart.

## Visita a Viena

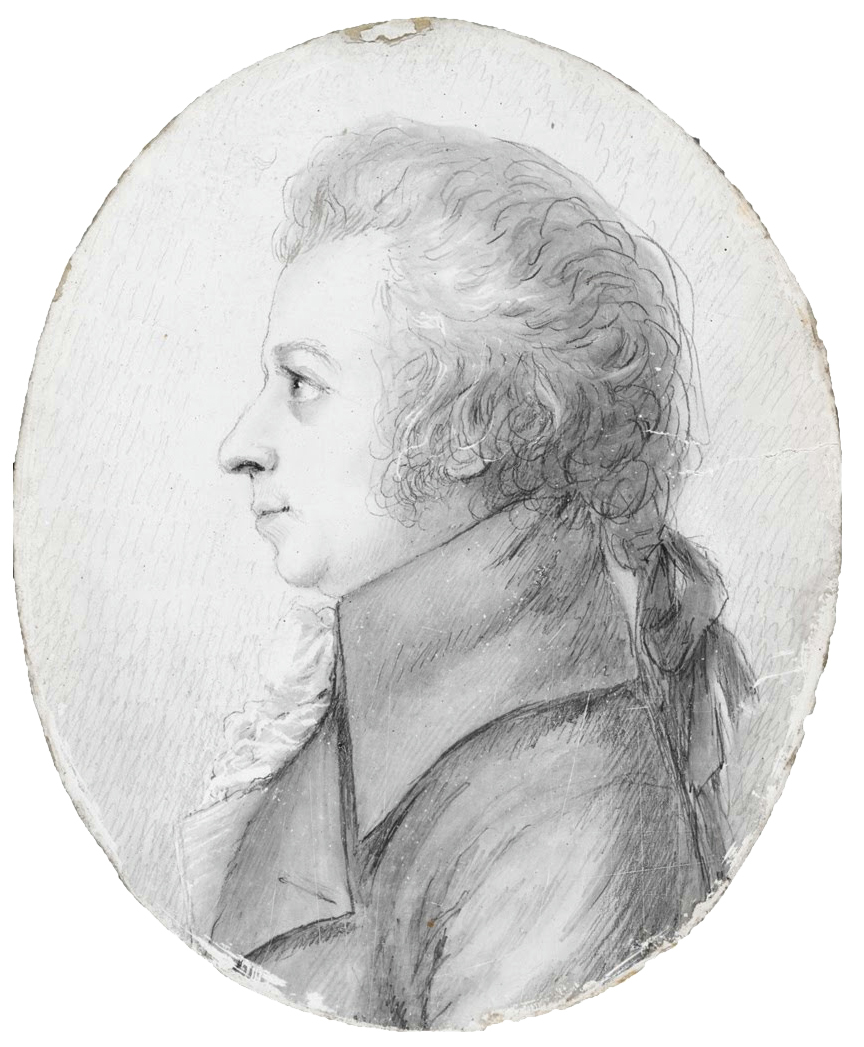
Desenho de Mozart em ponta de prata feito por Doris Stock, abril de 1789.

Beethoven visitou Viena no começo de 1787, então com 17 anos, mas as fontes não chegam a uma data comum. O musicólogo Barry Cooper posiciona sua chegada no início de abril e a partida por volta de três semanas depois. O autor Dieter Haberl, no entanto, registra a chegada em janeiro de 1787 e a partida em março ou abril, numa permanência de 10 semanas e meia. Há evidência desse fato no Regensburgische Diarium. Seu retorno à Bonn deveu-se em parte à condição médica de sua mãe (ela morreria de tuberculose em julho daquele mesmo ano). Por conta do alcoolismo, seu pai também estava em condições de incapacidade e, vale lembrar, Beethoven tinha dois irmãos mais jovens, o que provocou seu retorno imediato.
É escassa a documentação escrita da visita de Beethoven em Viena, mas sabe-se que Mozart estava em Praga no início de 1787, e é provável que ambos tenham se encontrado. As datas fornecidas por Haberl sugerem um período de cerca de seis semanas (desde a chegada de Beethoven) em que o encontro possa ter ocorrido. A partir disso, diversas opiniões surgiram a respeito da possível reunião. No século XIX, o biógrafo Otto Jahn escreveu a famosa anedota:
Beethoven foi levado à casa de Mozart e, a seu pedido, lhe tocou algo que Mozart, julgando ser uma peça de virtuosismo preparada para a ocasião, aprovou de maneira bastante fria. Tendo percebido isso, Beethoven pediu a Mozart que lhe desse um tema sobre o qual improvisar. Como tinha o hábito de tocar admiravelmente dessa forma, e estimulado pela presença do mestre por quem tinha um respeito tão grande, ele tocou de tal maneira que Mozart, cuja atenção e o interesse aumentavam, acabou por se dirigir aos espectadores para lhes dizer: “Prestem atenção nesse rapaz, um dia seu nome será reconhecido mundialmente”.
Jahn não fornece fontes a respeito e menciona apenas que isso "foi comunicado a mim em Viena por uma boa autoridade". No entanto, nenhum documento contemporâneo ao suposto encontro, como cartas escritas por Beethoven ou Mozart ou mesmo relatos de contemporâneos dos dois, corrobora a história, fazendo com que estudiosos e biógrafos modernos duvidem de sua autenticidade. O The New Grove Dictionary of Music and Musicians, por exemplo, não a menciona, e o registro da visita escrito por este dicionário expõe apenas o seguinte:
Na primavera de 1787, Beethoven visitou Viena. Na ausência de documentos, muito permanece incerto sobre os objetivos precisos da viagem e a medida em que foram realizados; mas parece haver pouca dúvida de que ele conheceu Mozart e que talvez tenha tido algumas lições com ele.
Maynard Solomon, biógrafo de Mozart e de Beethoven, não menciona em seus livros o relato de Jahn, mas evoca a possibilidade de Mozart ter ouvido Beethoven para depois rejeitá-lo:
Em Bonn, Beethoven era preparado para ser o sucessor de Mozart por um grupo de nobres influentes que o enviaram a Viena [...] para promover tal finalidade. Beethoven, com 16 anos, no entanto, ainda não estava preparado para o ser. Por insistência do pai, o jovem virtuoso deixou Viena [...] e retornou para casa em estado de desânimo por conta da condição tuberculosa de sua mãe - e pela provável rejeição de Mozart, que estava preocupado com seus próprios afazeres, como a situação financeira preocupante, não podendo considerar seriamente a possibilidade de um novo pupilo, mesmo que fosse um grande talento ajudado por eminentes patronos.
Solomon enumera outros fatores a respeito das preocupações pessoais de Mozart: a morte do pai Leopold Mozart, grande influência em sua vida, a visita a Praga, o início do trabalho em Don Giovanni, e a escrita de "grande quantidade de outras músicas". Além disso, Mozart já tinha outro pupilo vivendo em sua casa: Johann Nepomuk Hummel, então com apenas nove anos de idade.
Uma última hipótese compatível com todas as evidências documentadas além do relato sem fonte de Jahn alega que Mozart e Beethoven nunca se encontraram de fato. Seja como for, o certo é que essa primeira visita a Viena foi apenas o começo de uma época triste para Beethoven: o The Grove Dictionary nota que numa "primeira carta a um membro de uma família em Augsburg, com quem ele tinha amizade em seu caminho [a Viena], descreve os eventos melancólicos daquele verão e insinua problemas de saúde e depressão."

## Experiências mútuas
Em 1792, dez anos depois, Beethoven retornou a Viena, um ano após a morte de Mozart. Em seus primeiros anos na capital, Beethoven teve experiências similares às que Mozart tivera nos anos anteriores, e acabou aproximando-se de pessoas associadas ao falecido compositor austríaco. Como Mozart, Beethoven estabeleceu primeiro grande reputação como pianista performático, recebeu mentoria de Joseph Haydn, e foi patrocinado por Maria Wilhelmine, condessa Thun. Também chegou a ser patrocinado por Gottfried van Swieten, em cuja casa tocava obras de mestres barrocos assim como Mozart havia feito em vida. Como Mozart, Beethoven viajou em 1796 para Praga, Dresden, Leipzig, e Berlin na companhia de Karl Alois, Príncipe Lichnowsky. Em Praga, Beethoven compôs uma extensa ária para a notável soprano Josepha Duschek, assim como Mozart havia feito em sua visita de 1789. No começo do século XIX, Beethoven foi foco da atenção de Emanuel Schikaneder: o empresário patrocinou as fases de esboço da ópera Vestas Feuer, assim como havia tido o ímpeto de patrocinar a Flauta Mágica de Mozart. (Beethoven, no entanto, teve de abandonar Vestas Feuer para compor Fidelio.)

## Influência de Mozart em Beethoven
Anos após sua morte, Mozart continuou a influenciar as obras beethovenianas. No século XIX, o musicólogo Gustav Nottebohm descobriu 29 compassos da Sinfonia n.º 40 de Mozart anotados por Beethoven no caderno de esboços que ele usava para compor sua Quinta Sinfonia: o terceiro movimento abre com um tema similar àquele de Mozart.
Além disso, Charles Rosen vê o Concerto para piano n.º 24 de Mozart como modelo para o Concerto para piano n.º 3 de Beethoven no mesmo tom, o Quinteto para sopros e pianos de Mozart para o Quinteto para sopros e pianos de Beethoven, e o Quarteto de Cordas n.º 18 de Mozart para o  Quarteto de Cordas n.º 5 de Beethoven. Robert Marshall afirma ainda que a sonata para piano n.º 14 em dó menor, K. 457 de Mozart teria servido de modelo para a "Sonata Patética" de Beethoven, no mesmo tom.
Beethoven compôs cadenzas (WoO 58) para o primeiro e terceiro movimentos do concerto para piano em Ré menor de Mozart e quatro variações dos seguintes temas:
- "Se vuol ballare" de As Bodas de Fígaro, para piano e violino, WoO 40 (1792-1793);
- "Là ci darem la mano" de Don Giovanni, para dois oboés e cor anglais, WoO 28 (?1795);
- "Ein Mädchen oder Weibchen" da Flauta Mágica, para piano e violoncelo, Op. 66 (?1795);
- "Bei Männern welche Liebe fühlen" da ópera supracitada, para piano e violoncelo, WoO 46 (1801).[8]